# Antisten iz Atene
Antisten iz Atene (grč. Ἀντισθένης, otprilike 445. – 365. pr. Kr.) je bio grčki filozof, učenik Sokrata. Isprva je učio retoriku kod Gorgije, a kasnije postaje gorljivi Sokratov sljedbenik. Usvojio je i razvio etičke principe Sokratovih učenja, zalažući se za asketski život u skladu s vrlinama. Kasniji pisci smatrali su ga jednim od osnivača kiničke filozofije.
Rođen je od oca Atenjana i majke Tračanke, koja je možda bila robinja. To može objasniti zašto je kasnije držao predavanja u atenskom vježbalištu Kinosargu, gdje su se okupljali upravo oni koji nisu smatrani "čistim" Atenjaninima. Antisten je u mladosti učio retoriku kod Gorgije, a možda i kod Hipije i Prodika. Neki istraživači pretpostavljaju da je Antisten prvobitno bio dobrog imovinskog stanja, ali da je kasnije osiromašio. U svakom slučaju, postao je odani Sokratov učenik i pristalica. Legenda kaže da je bio toliko željan da čuje svaku Sokratovu riječ da je svaki dan pješačio od Pireja do Atene, uvjeravajući svoje prijatelje da mu se pridruže.
Impresioniran Sokratovim shvaćanjem vrline, Antisten je u Kinosargu osnovao vlastitu filozofsku školu, u koju je privukao siromašnije ljude jednostavnošću svog života i učenja. Nastojao je da se odrekne vanjskih oznaka ponosa: bio je oodjeven u ogrtač, nosio je štap i jednu vrećicu kao oznake filozofije. Takva je odjeća postala karakterističnom za njegove sljedbenike, kiničare, ali je bila tako napadna da ju je osudio i sam Sokrat: "Vidim da tvoj ponos viri kroz otvor tvoga ogrtača, Antistene".
Diogen Laertije kaže da je Antisten sastavio 74 spisa u deset knjiga, koji su, između ostaloga, obrađivali i teme iz književnosti, jezikoslovlja i dijalektike), ali od svega toga sačuvani su samo fragmenti. U cjelini su sačuvane dvije manje deklamacije pod nazivom Ajant i Odisej o borbi za Ahilovo oružje, što je u to doba postalo akademskom temom izvučenom iz sadržaja Odiseje. Za svoj spis sa savjetima kako bi se vladari trebali odnositi izabrao je perzijskog vladara Kira Starijeg kao primjer mudroga vladara. Iz odlomaka tri spisa o Heraklu vidi se da je život Herakla, koji je s razlogom nazvan zaštitnikom kiničara, uzet kao simbol idealnog mudraca. Heraklov životopis postalo je neka vrsta hagiografije i paradigma jednog književnog roda, koji preko različitih životopisa Pitagore i Filostratovog Života Apolonija iz Tijane, vodi do Atanazijevog kasnoantičkog Života svetog Antonija, čije se djelo smatra začetnikom srednjovjekovne hagiografske proze.
Izgleda da je Antisten posebno volio dijalošku formu u svojim djelima, u čemu se možda ogleda njegovo prvobitno izučavanje retorike. Aristotel o njemu govori kao o neobrazovanom i prostodušnom čovjeku, dok Platon kaže da je Antisten uzalud pokušavao da izađe na kraj s teškoćama i finesama dijalektike. Međutim, ove ocjene svakako bar djelomično oslikavaju nadmetanje između različitih filozofskih škola. Marko Aurelije krajem 2. stoljeća u svojim razmišljanjima Samome sebi citira Antistenovu rečenicu: "Kraljevski je činiti dobro i trpjeti zlo".
Antisten je svoje filozofske stavove izgradio prije svega pod utjecajem svoje zadivljenosti pred Sokratovim odbacivanjem zemaljskih dobara i zemaljske slave. Dok je za Sokrata to odbacivanje bilo samo sredstvo da bi se doseglo vrhunsko dobro, dobro istinske mudrosti, Antisten je tu nezavisnost i samodovoljnost (autarhiju) postavio kao cilj ili ideal po sebi. Za njega je tako vrlina postala, jednostavno, neovisnost od materijalnih dobara i tjelesnih uživanja. To je u stvari bio negativni koncept vrline, suzdržljivost, samodovoljnost. Slično tome, on je Sokratovo isticanje etičkog znanja, odnosno njegov etički intelektualizam, doveo do pretjeranog preziranja znanstvenog znanja i umjetnosti, smatrajući, izgleda, da se ove vrste znanja međusobno isključuju. Vrlina je po Antistenu dovoljna za sreću, a sastoji se u odsutnosti želja i nagona i u potpunoj samodovoljnosti. Sokrat je također bio neovisan od mišljenja drugih, ali zato što je imao vlastita duboko usađena načela, te je nastojao da putem svoje ironije i majeutike i drugima otvori dušu za izgradnju takvih čvrstih znanja. No Sokrat se nije izrugivao neznanju drugih: to su, kako izgleda činili upravo kiničari, posebno Diogen. Stoga je kinička filozofija činila samo jednu, i to negativnu stranu Sokratovog učenja, a isticanje samo pojedinih karakteristika Sokratova učenja uopće karakteristično je i za ostale sokratske škole.
Antisten je vjerovao da se sreća zasniva na vrlini, da se vrlina sastoji u djelovanju te da stoga ona predstavlja jednu praktičnu kvalitetu koja se može naučiti. Stoga je život mitskoga heroja Herakla za njega utjelovljavao idealni život, ali je u kiničarskom prihvaćanju Herakla kao zaštitnika i pokrovitelja nekog utjecaja moglo imati i to što je Kinosarg bio posvećen tom heroju. Pošto sreća nastaje samo kao rezultat djelovanja u kome je izražena vrlina, većina zadovoljstava ne vodi sreći. Znanje o vrlini, kada se jednom stekne, ne može se izgubiti: razumni ljudi ne mogu djelovati nerazumno. Ljude naoružane takvim znanjem i mudrošću ne mogu pogoditi nikakve životne nedaće, pa čak ni ropstvo, a takvi ljudi moraju odbaciti i sve zakone i običaje koji su na snazi u državi koja ne uvažava istinsku vrlinu. Naravano, i Sokrat se ponekada postavljao nasuprot autoritetu vlasti, ali je on bio tako duboko uvjeren u ispravnost države kao takve da je, zarad poštovanja njenih zakona, radije pošao u smrt nego pobjegao iz zatvora. Antisten, pak, napada ipovijesnu tradicionalnu državu i njene zakone, odbacujući pritom i tradicionalnu religiju. Prema njemu, postoji samo jedan bog: "Po dogovoru ima mnogo bogova, po prirodi samo jedan" (Ciceron, De nat. I, 13, 32). Homerske mitove on je tumačio alegorijski, nastojeći u njima pronaći moralne pouke.
Antisten je bio snažan protivnik Platonove teorije ideja i zastupao je stav da postoji samo ono pojedinačno. Prema Simpliciju (In Arist. Categ. 208, 29 i d.), jednom je primijetio: "O Platone, ja vidim konja, ali ne vidim konjstvo". Tvrdio je da se svakoj stvari može pripisati samo ona sama, prema tome može se reći jedino "Čovjek je čovjek" ili "Dobro je dobro", ali se ne može tvrditi "Čovjek je dobar": dakle, subjektu se ne može pripisati nikakav predikat koji nije identičan samom subjektu. Slično tome, nečemu pojedinačnom ne može se predicirati ni pripadnost nekoj klasi, jer se o pojedinačnom može tvrditi samo njegova vlastita pojedinačnost.

## Vanjske poveznice
- The Internet Encyclopedia of Philosophy, s.v. Antisthenes